# الهجيني (فن شعبي)
الهجيني هو أحد الفنون الأدائية التقليدية المرتبطة بالشعر النبطي، ويُعد أحد بحور الشعر الشعبي أو العامي وتفعيلته هي مستفعلن فاعلن مستفعلن فاعلن، وهو من أكثر البحور الشعبية انتشاراً في الساحة الشعبية. كلمة هجيني تعني الغناء أو الإيقاع السريع وأيضاً نسبة إلى الهجن وهي الإبل الأصيلة. كما يُعد الهجيني كذلك فن غنائي وإيقاعي لقصائد ينظمها الشعراء بلهجة وأسلوب خاص تختلف من منطقة إلى أخرى، اشتهر هذا الفن في الخليج العربي، والأردن، ولدى قبائل شمال السعودية ونجد.

## الهجيني على ظهور الهجن
يؤدى هذا الفن على ظهور الهجن ويعرف بـ (الهجيني على ظهور الهجن) أثناء السفر والترحال وهو موجّه لها، كما يتماشى مع إيقاع خطواتها في السير والعدو "الركض". يؤدى هذا الفن بين اثنين وقد ترافق الربابة هذا الفن أحيانًا، والهجيني له عدة إيقاعات تعرف بـ "الدرهمة" و"الزرفال" ويشيران إلى العدو العادي والعدو السريع، كما أن وهناك إيقاع الذولول والمسري ويكون في الليل، وتتغير سرعة الغناء حسب سرعة سير الهجن، وقصيدة الهجيني نادرًا ما تتعدى البيت أو البيتين، أما الشعراء الذين ينظمون القصائد على بحر الهجيني فقد تكون طويلة.
- من الأمثلة على شِعر الهجيني، للشاعر محمد بن عاصي العطوي:[7]

يا راكبا فوق ما يدلي
لو يسهج العشب ما يذوقه
له مركبا كنّه الزلي

يشره على الطير ولحوقه